# Mahs (Fahrzeughersteller)
Mahs war ein US-amerikanischer Hersteller von Fahrzeugen.

## Unternehmensgeschichte
William H. Mahs leitete das Unternehmen mit Sitz in Detroit in Michigan. Er stellte hauptsächlich Fahrräder her. Im Oktober 1903 begann die Produktion von Automobilen. Der Markenname lautete Mahs. 1904 endete die Kraftfahrzeugproduktion. Schätzungen belaufen sich auf fünf Personenkraftwagen.
Es ist nicht bekannt, wann das Unternehmen aufgelöst wurde.

## Kraftfahrzeuge
Die Fahrzeuge waren Tourenwagen. Sie boten auf drei Sitzreihen Platz für neun Personen.